# Gymnostachyum trichosepalum
Gymnostachyum trichosepalum är en akantusväxtart som beskrevs av Merrill. Gymnostachyum trichosepalum ingår i släktet Gymnostachyum och familjen akantusväxter. Inga underarter finns listade i Catalogue of Life.